# Городище (Вінницький район)
Городи́ще — село в Україні, у Літинській селищній громаді Вінницького району Вінницької області. Населення становить 1273 осіб. Колишня назва — Вонячин(Войначин).

## Назва
Свою теперішню назву поселення дістало в 1946 році, від назви давньої фортеці «городище», залишки якої знаходяться на південно-західній околиці села. Побудовано воно десь у 1600 р., з метою захисту від турецьких поневолювачів. До 1949 року село мало назву Вонячин. В памяті місцевих старожилів збереглася цікава версія походження цієї назви. За переказами село виникло на горбі під лісом ще десь в 13 ст., і  звалося Курені. Один із посеоенців села на прізвище Войнач переселився зі своєю сім'єю ближче до річки в долину, а потім інші жителі покинули Курені, перебравшись ближче до Войнача. Згодом нове поселення стало називатися Вонячин.
7 червня 1946 року село Вонячин отримало назву «Городище» і Вонячинську сільську Раду названо Городищенською.

## Історія
Давня назва – Вонячин. Так село названо, наприклад, на польській військовій карті 1924 – 1939 рр. На карті 1984 р. – уже Городище.
Це поселення вперше згадано у грамоті князя Федора Коріатовича для Гринька, виданій 20 червня 1391 р.
Перед Бернардом Претвичем Вонячин тримав в "державі" Остап Дашкевич, а після того як Бернарду надали Шарівку, Вонячин знову ж таки в "державу" отримав Дмитро Вишневецький.
Село відоме з 1566 р. За переказом, раніше знаходилось в іншому місці, де ур.Церковний Хутір. Там була і церква.
1538 року Барський староста Бернард Претвич отримав Вонячин коло Вінниці від королеви Бони Сфорци. Б. Претвич як іноземець повернув його назад через протести литовських бояр.
Семен Кмітич — у 1527-1541 роках королівський дворянин, у 1539 році отримав чорнобильський замок (згадується 12 жовтня 1539 року і мав його протягом чотирьох років) у відшкодування збитків, завданих йому татарами. Так само тримав Вонячин, який у 1547 році після нього отримав Вишневецький.
Старшина Української галицької армії Павло Лах, ад'ютант отамана Якова Шепеля описує с. Вонячин як «невелике, але не дуже приступне село серед горбів, порослих лісом», мешканці якого «відзначаються національною свідомістю, ненавистю до всего, що нагадувало б червоних комісарів. Девять місяців село це в злуці з двома иншими, Івчем і Соснами, сміло ставило чоло набігам червоних банд з Винниці і Хмільника».
У 1757 р. в Вонячині була збудована дерев'яна церква, яку зруйнували в 1933 р. В 1999 р. розпочалося будівництво нової церкви  на тому ж самому місці.
В 1950 р. у селі було побудовано приміщення де розмістився промисловий та продуктовий магазин. Нині тут залишився продуктовий магазин, а в 1999 році відкрилось сільське кафе.
У 1969 році під керівництвом П. І. Хавлюка у селі було знайдено слов'янське городище Х-ХІ ст. н. е.[джерело?]
У 1969 році встановлено пам'ятник 133 воїнам — односельчанам, загиблим під час Другої світової війни.
В 1993-94 рр. в Городищі був збудований молитовний будинок баптистів.
В Городищі на сьогоднішній день діє загальноосвітня школа 1-3 ступенів, збудована у 1972 році. Перша ж  церковно - приходська школа відкрилась у селі в 1876 році.
Із культурно - освітніх закладів в селі є клуб, який побудований в 1960 році. В 70 р. при будинку культури діяв драматичний гурток, який   славився постановками, цікавими драмами, п'єсами. В селі є дві бібліотеки: шкільна та сільська бібліотека.
Після революції в Городищі було побудовано медпункт на дві кімнати. У 1987 р. ФАП перейшов у нове приміщення. Зараз тут працюють фельдшер, акушерка та санітарка.
У 1983 році на кладовищі встановлено могилу воїна — афганця Панасюка П. І.[джерело?]
12 червня 2020 року, відповідно до Розпорядження Кабінету Міністрів України № 707-р «Про визначення адміністративних центрів та затвердження територій територіальних громад Вінницької області», увійшло до складу Літинської селищної громади.
19 липня 2020 року, в результаті адміністративно-територіальної реформи та ліквідації Літинського району, село увійшло до складу Вінницького району.

## Інфраструктура
У селі розташовано:
- 4 магазини та кіоск
- школа та дитячий садок
- 2 дитячі майданчики та стадіон

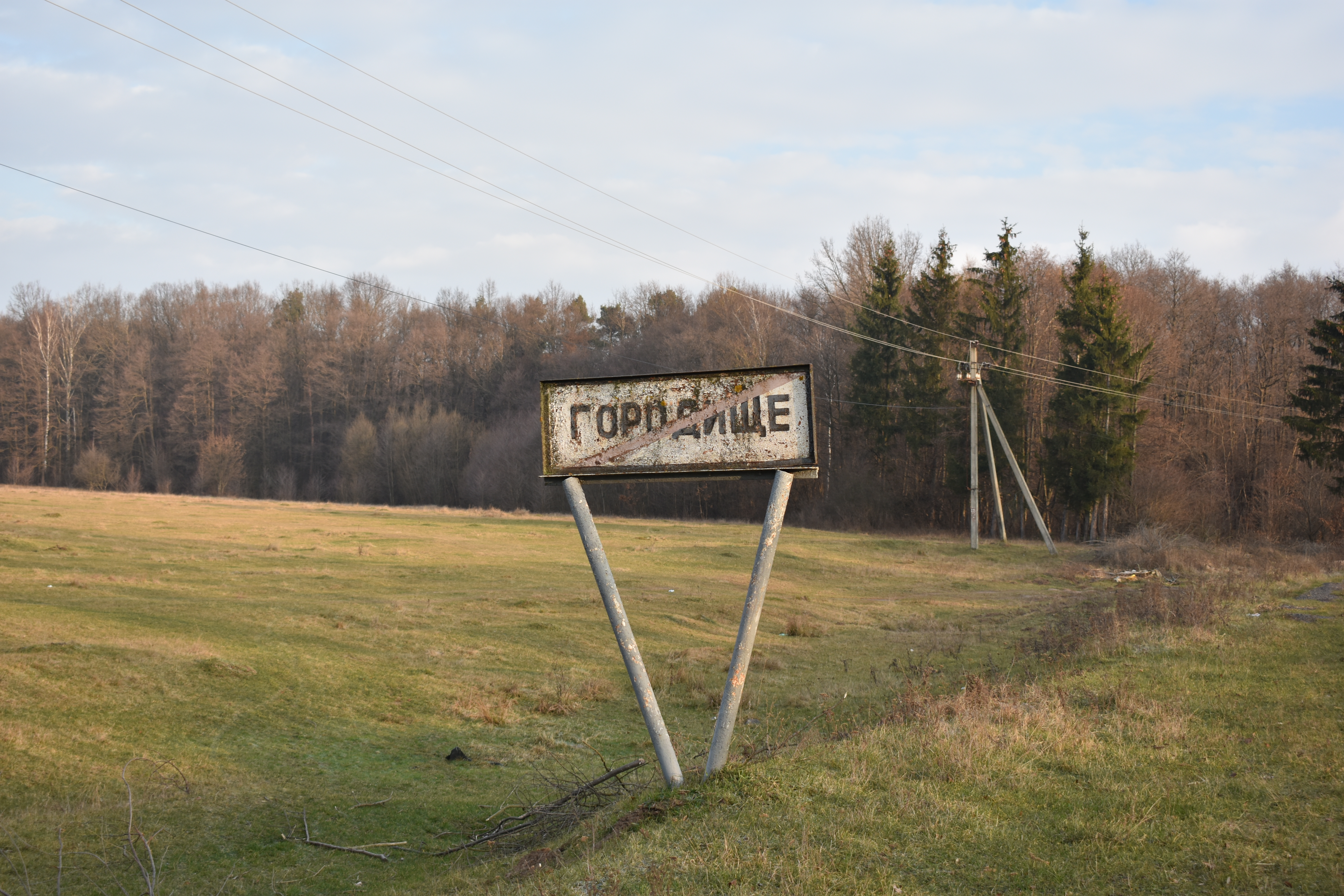
Знак на виїзді з села

- дитячий оздоровчий табір «Казкова долина»
- бібліотека
- ФАП
- 2 церкви
- 3 автобусні зупинки
- сільський клуб
- фермерське господарство

Колись у селі функціонували ГЕС, столярний цех, кафе.

## Пам'ятки історії
На північ від села Городище, в урочищі Поляна — трипільське поселення.
На південний схід від села Городище — трипільське поселення.
На південь від села Городище, в урочищі Рибгосп — трипільське поселення.
На східній околиці села городище на площі 10 гектарів на високій (до чотирьох метрів) першій надзаплавній терасі лівого берега річки Згар, при впадінні струмка — трипільське поселення площею шість гектарів.
На південно-західній околиці села — черняхівське поселення.
Вороново городище давньоруського часу за 600 метрів на південний захід від села (колишнє село Вонячин біля лісу).

## Відомі люди
- Вонячинським державцем був Дмитро Іванович Вишневецький[13]
- В селі народився повстанський отаман Яків Шепель.